# Cucina nauruana

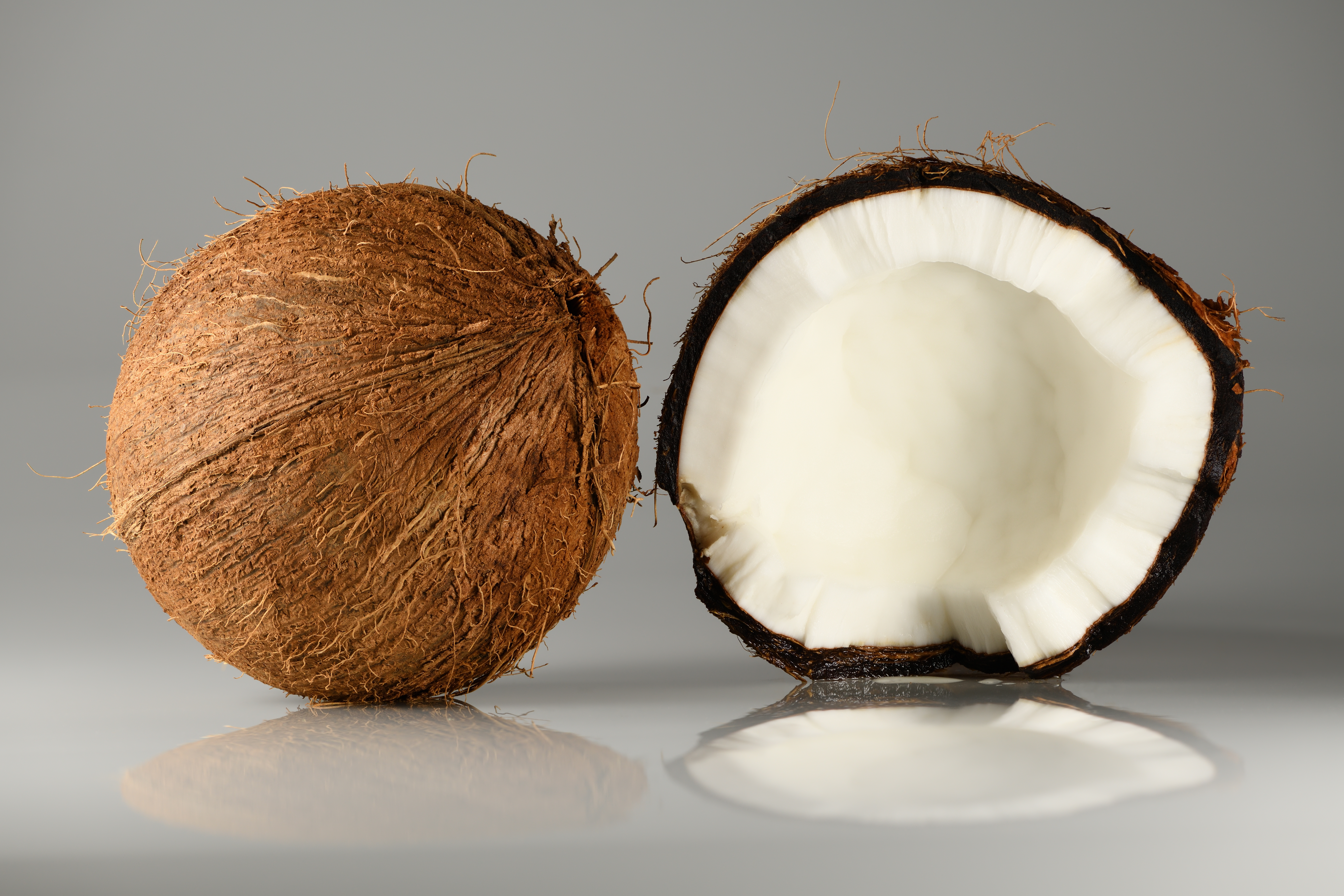
Le noci di cocco sono un cibo di strada tipico di Nauru e di altri Stati insulari dell'Oceania

La cucina nauruana include i cibi e le pratiche culinarie di Nauru. Quest'isola-Stato dell'Oceania ha il più alto tasso di obesità al mondo.
Questa cucina è fortemente influenzata da quella cinese. I cinesi costituiscono la maggiore comunità di stranieri sull'isola, i quali sono molto attivi nel settore della ristorazione, in particolare nella capitale Yaren. La cucina nauruana mostra inoltre profonde contaminazioni da parte delle popolazioni occidentali, in particolare dalla cucina australiana, a sua volta plasmata dalle tradizioni dei colonizzatori europei.

## Cucina tradizionale

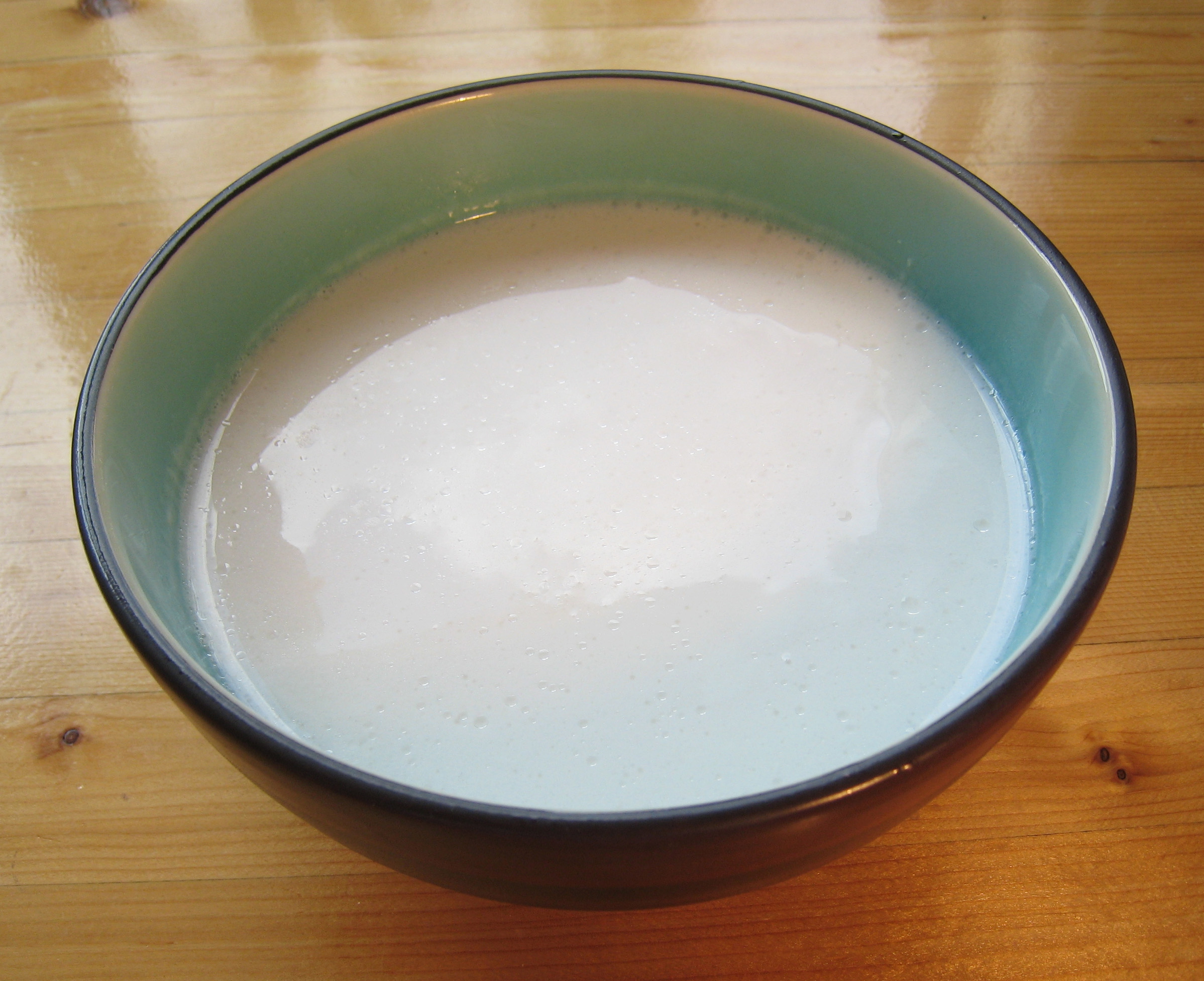
Tazza di latte di cocco (preconfezionato)

Come gli abitanti degli Stati insulari vicini, i nauruani consumano grandi quantità di pesce e di frutti di mare; molto diffuso è anche il pandano (Pandanus tectorius) e l'uso della noce di cocco (dall'albero Cocos nucifera), da cui si ricava il tipico latte molto apprezzato e consumato sull'isola.
Il cosiddetto coconut fish (pesce crudo, spesso il tonno, servito nel latte di cocco e accompagnato da prodotti di stagione) è un piatto tradizionale nauruano.
I nomi in lingua nauruana di due dei piatti tradizionali sono epo/épo, a indicare i frutti del pandano (Pandanus tectorius) e ini, a indicare la noce di cocco, sia come unica componente del piatto che in eventuale abbinamento con altri alimenti.
La maggior parte dei nauruani sono cristiani e membri della Chiesa cristiana congregazionale di Nauru; essi sono soliti celebrare il Natale con Christmas cake preparate con banane e noci di cocco.
In alcune occasioni speciali vengono consumati dessert, come una mousse a base di cocco.